# Changqing Lu
Changqing Lu (chiń. 长清路站) – stacja metra w Szanghaju, na linii 7. Zlokalizowana jest pomiędzy stacjami Houtan i Yaohua Lu. Została otwarta 5 grudnia 2009.